# Vollenhovia foveaceps
Vollenhovia foveaceps é uma espécie de formiga do gênero Vollenhovia, pertencente à subfamília Myrmicinae.